# Зона опорного тиску
Зона (область) опорного тиску (рос. зона (область) опорного давления, англ. abutment pressure zone, нім. Zone f des verstärkten Gebirgsdruck(e)s, Kämpferdruckzone f) – зона підвищеного тиску у порівнянні з тим, що існував до проведення гірничої виробки. Величина зони опорного тиску визначається розмірами виробки, глибиною її залягання, структурою та фізико-механічними властивостями порід.